# 古賀ゆきひと
古賀 之士（こが ゆきひと、1959年4月9日 - ）は、日本の政治家。立憲民主党所属の参議院議員（2期）。
元FBS福岡放送エグゼクティブアナウンサー。九州地方の局アナ出身者で史上初の国会議員。
本名は古賀 之士（読み同じ）。福岡県久留米市出身。

## 来歴
久留米市立篠山小学校、久留米市立良山中学校、福岡県立明善高等学校を経て明治大学政治経済学部卒業後、1984年にFBSへ入社。
1984年10月から1995年ごろまで「ズームイン!!朝!」福岡担当キャスター。「プロ野球イレ込み情報」ではホークスをはじめパ・リーグ情報を担当し、他のキャスターとともに、名物コーナーの人気を押し上げた。
1994年5月、『ナイトシャッフル』の司会に起用され、1995年9月まで務め、同年10月に全ての担当番組を降り、新番組『めんたいワイド』の司会に専念した。
2015年3月より、『めんたいワイド』から報道番組として分離独立した『NEWSめんたいPlus』のメインキャスターを担当したが、同年11月13日、翌年実施される第24回参議院議員通常選挙の候補者になるのではないかと報道されたため降板し、翌週月曜（16日）の番組冒頭で別のキャスターが経緯を説明した。報道陣に対しては「これ以上、会社と番組に迷惑はかけられない」と降板の理由を語った。
2015年12月1日、「キャリアを生かし、福岡の知名度を上げるような仕事をしたい」と福岡県選挙区にて民主党からの立候補を表明した。当時議員の職にあった大久保勉の後継指名を受けており、選考に古賀のみが応募した。これに伴い、同年12月31日付でFBSを退社した。
2016年7月10日第24回参議院議員通常選挙において福岡県選挙区より民進党公認で立候補。9人の候補が乱立する中、トップで初当選を果たす。この選挙の民進党の候補者で複数選挙区でのトップ当選を果たしたのは、東京都選挙区の蓮舫と福岡県選挙区の古賀しかいない。
2017年7月27日、民進党代表の蓮舫が、同月の東京都議会議員選挙の結果を受けて辞任を表明。蓮舫の辞任に伴う代表選挙（9月1日実施）では前原誠司の推薦人に名を連ねた。
同年10月27日、民進党代表の前原誠司が、同月の衆院選で党を分裂させる形で戦う原因をつくったことについて陳謝し、引責辞任を正式に表明。前原の辞任に伴う代表選挙（10月31日実施）では大塚耕平の推薦人に名を連ねた。
2018年5月7日、民進党と希望の党の合流により結党された国民民主党に参加。
2020年8月24日、旧立憲民主党と旧国民民主党は、2つの無所属グループを加えた形で合流新党を結成することで合意した。同年9月10日に行われた新「立憲民主党」の代表選挙では泉健太の推薦人に名を連ねた。
2021年10月31日の第49回衆議院議員総選挙で立憲民主党は議席を「109」から「96」に減らし、11月2日、枝野幸男代表は引責辞任を表明。枝野の辞任に伴う代表選挙（11月30日投開票）では泉健太の推薦人に名を連ねた。
2022年7月10日投開票の第26回参議院議員通常選挙で再選。8月3日、参議院国土交通委員長に就任。

## 政策・主張

### 憲法
- 憲法改正について、2016年の朝日新聞社のアンケートで「どちらとも言えない」と回答[15]。同年の毎日新聞社のアンケートで、選択肢以外の回答をした[16]。2022年のNHKのアンケートで「どちらともいえない」と回答[17]。
- 9条改憲について、2016年の毎日新聞社のアンケートで、選択肢以外の回答をした[16]。2022年の毎日新聞社のアンケートで「反対」と回答[18]。9条への自衛隊の明記について、2022年のNHKのアンケートで「反対」と回答[17]。
- 憲法を改正し緊急事態条項を設けることについて、2022年のNHKのアンケートで「反対」と回答[17]。

### 外交・安全保障
- 「他国からの攻撃が予想される場合には先制攻撃もためらうべきではない」との問題提起に対し、2016年のアンケートで「どちらとも言えない」と回答[15]。
- 敵基地攻撃能力を持つことについて、2022年のNHKのアンケートで回答しなかった[17]。
- 「北朝鮮に対しては対話よりも圧力を優先すべきだ」との問題提起に対し、2016年のアンケートで「どちらかと言えば賛成」と回答[15]。
- 安全保障関連法の成立について、2016年の毎日新聞社のアンケートで「改正して、自衛隊の海外派遣をより制限すべき」と回答[16]。
- 普天間基地の辺野古移設について、2016年の毎日新聞社のアンケートで、選択肢以外の回答をした[16]。2022年の毎日新聞社のアンケートで「どちらかといえば反対」と回答[18]。
- ロシアは2022年2月24日、ウクライナへの全面的な軍事侵攻を開始した[19]。日本政府が行ったロシアに対する制裁措置についてどう考えるかとの問いに対し、2022年のNHKのアンケートで「さらに強めるべきだ」と回答[17]。同年の毎日新聞社のアンケートで「制裁をより強めるべきだ」と回答[18]。
- 2022年6月7日、政府は経済財政運営の指針「骨太方針」を閣議決定した。NATO加盟国が国防費の目標としている「GDP比2％以上」が例示され、防衛力を5年以内に抜本的に強化する方針が明記された[20]。「防衛費を今後どうしていくべきだと考えるか」との問いに対し、2022年のNHKのアンケートで「ある程度増やすべき」と回答[17]。
- 徴用工訴訟問題や慰安婦問題などをめぐり日韓の対立が続くなか、関係改善についてどう考えるかとの問いに対し、2022年の毎日新聞社のアンケートで「韓国政府がより譲歩すべきだ」と回答[18]。

### ジェンダー
- 選択的夫婦別姓制度の導入について、2016年の朝日新聞社、2022年のNHKのアンケートで「賛成」と回答[15][17]。
- 同性婚を可能とする法改正について、2016年の朝日新聞社、2022年のNHKのアンケートで「賛成」と回答[15][17]。
- クオータ制の導入について、2016年のアンケートで「どちらかと言えば賛成」と回答[15]。2022年のNHKのアンケートで「賛成」と回答[17]。

### その他
- 永住外国人への地方参政権付与について、2016年のアンケートで「どちらかと言えば賛成」と回答[15]。
- 首相の靖国神社参拝について、2016年のアンケートで「反対」と回答[15]。
- 「治安を守るためにプライバシーや個人の権利が制約されるのは当然だ」との問題提起に対し、2016年のアンケートで「反対」と回答[15]。
- アベノミクスについて、2022年の毎日新聞社のアンケートで「評価できず、見直すべきだ」と回答[18]。
- 「原子力発電所は日本に必要だと思うか」との問いに対し、2016年の毎日新聞社のアンケートで「当面は必要だが、将来的には廃止すべき」と回答[16]。
- 2016年の米国大統領選挙について「ドナルド・トランプとヒラリー・クリントンのどちらを支持するか」との問いに対し、2016年の毎日新聞社のアンケートで「どちらとも言えない」と回答[16]。
- 2016年2月8日、高市早苗法務大臣は、放送局が政治的公平性を欠く放送を繰り返した場合、放送法4条違反を理由に電波停止を命じる可能性に言及した[21][22]。安倍晋三首相は2月15日の衆議院予算委員会で野党の批判に反論し、高市の発言を擁護した[23]。政府の姿勢をどう思うかとの問いに対し、2016年の毎日新聞社のアンケートで「問題だ」と回答[16]。
- 国会議員の被選挙権年齢の引き下げについて、2022年の毎日新聞社のアンケートで「賛成」と回答[18]。
- 受動喫煙防止を目的に飲食店などの建物内を原則禁煙とする健康増進法改正案に反対。
- 日本禁煙学会が2016年の参院選に先駆けて行った受動喫煙防止法についての公開アンケートにおいて、レストランやバーを含む一般市民が出入りする場所は、「たばこを吸わない人と吸う人の双方へ配慮した分煙を推進していく」と回答している[24]。

## 人物・エピソード

### 旧統一教会との関係
ジャーナリストの鈴木エイトが作成した「旧統一教会関連団体と関係があった現職国会議員168人」によれば、旧統一教会関連団体との関係について、2017年に教団関連イベントに祝電を打っていたとされる。

### その他
- 仕事で印象に残っていることのひとつに、1999年（平成11年）のホークス福岡移転後の初優勝がある[26]。
- 札幌市のアマチュア天文家渡辺和郎は、発見した小惑星に「Kogayukihito」と命名し、国際天文学連合は2009年（平成21年）10月4日付けで登録を公表した。
- FBSアナウンサーの後輩である財津ひろみは、久留米市立良山中学校と福岡県立明善高校の後輩。古賀が出身中学に招かれて50周年記念講演を行った際、その聴衆の中に財津がおり、財津は古賀の講演を聞いてアナウンサーを志したという[27]。

## 所属団体・役職
- 下関北九州道路整備促進期成同盟会（顧問）[28]

## 過去の担当番組
- 第69回全国高等学校サッカー選手権大会 1回戦・清水市立商業×佐賀学園の実況を担当
- 歌のトップテン FBSリポーター
- ズームイン!!朝! 福岡担当キャスター
- めんたいワイド 司会（1995年10月2日 - 2015年3月27日）
- ナイトシャッフル　メインMC（1994年5月1日 - 1995年9月）
- NEWSめんたいPlus メインキャスター（2015年3月30日 - 2015年11月13日）
- スポーツ中継
  - プロ野球　福岡ダイエーホークス戦（平和台球場時代〜福岡ドーム時代初期）
  - 高校サッカー　福岡大会・佐賀大会決勝、全国大会
  - 社会人ラグビー　九州電力VSリコー定期戦
  - プロボウリング　ハイネケンパワーズトーナメント、キリンカップトーナメント
  - テニス　全日本プロテニス選手権、全国高校選抜テニス大会など

## 映画
- ガメラ 大怪獣空中決戦（1995年） - 現場レポーター役

## 選挙歴
| 当落 | 選挙                     | 執行日         | 年齢 | 選挙区       | 政党       | 得票数     | 得票率 | 定数 | 得票順位 /候補者数 | 政党内比例順位 /政党当選者数 |
| ---- | ------------------------ | -------------- | ---- | ------------ | ---------- | ---------- | ------ | ---- | ------------------ | ---------------------------- |
| 当   | 第24回参議院議員通常選挙 | 2016年07月10日 | 57   | 福岡県選挙区 | 民進党     | 67万392票  | 30.67% | 3    | 1/9                | /                            |
| 当   | 第26回参議院議員通常選挙 | 2022年07月10日 | 63   | 福岡県選挙区 | 立憲民主党 | 43万8876票 | 21.87% | 3    | 2/16               | /                            |